# شيرين شيرزاد
شيرين إحسان شيرزاد مهندسة معمارية وأكاديمية عراقية، درّست هندسة العمارة في جامعة بغداد عام 1980 ثم انتقلت إلى التدريس في جامعة عجمان عام 2003. وفي الفترة ما بين عامي 2007 و 2010 ترأست اللجنة العليا لإعادة احياء قلعة أربيل التي عملت بالتعاون مع اليونيسكو لتحضير المخطط الرئيسي للمشروع، حيث أدت جهود اللجنة إلى إدراج قلعة أربيل بشكل دائمي في قائمة التراث العالمي في عام 2014.
نشرت شيرين شيرزاد أربعة كتب في هندسة العمارة تستخدم الآن كمراجع ومواد تدريس في الجامعات العراقية وبعض الجامعات العربية بالإضافة إلى نشرها عدد من البحوث والمقالات العلمية.
حصلت على عدد من الجوائز منها جائزة تميّز للنساء في العمارة والإنشاء.

## مؤلفاتها
1. مبادئ في الفن والعمارة.[2]
2. لمحات من تاريخ العمارة والحركات المعمارية وروادها.[3]
3. الحركات المعمارية الحديثة.[4]
4. الأسلوب العالمي في العمارة بين المحافظة والتجديد.[5]